# تراسیماخوس
تراسیماخوس از شخصیت‌های سوفیست معاصر افلاطون و سقراط است که در کتاب جمهور افلاطون گفتگویی میان او و سقراط ذکر شده‌است.
او در بحث، تجسم و نمایندهٔ سوفیست‌هاست. افلاطون چهرهٔ بدی از او ترسیم می‌کند و او را شخصی تندخو نشان می‌دهد که بدون گرفتن پول حتی حاضر به حرف زدن نیست. تراسیماخوسی که افلاطون نمایش می‌دهد در استدلال هم بسیار ضعیف است و می‌کوشد ضعف خود را با استهزاء و تندخویی بپوشاند. در پایان کتاب اول، تراسیماخوس با تحقیر از بحث کنار گذاشته می‌شود، هرچند تا پایان در مجلس محاوره حضور دارد. درواقع، تراسیماخوس از سوفسطاییان بزرگ بود و علاوه بر جمهوری، در رسالهٔ فایدروس نیز نامش، البته به بزرگی، به‌میان می‌آید. سقراط او را سخنرانی قوی توصیف می‌کند و هنر او را می‌ستاید. آرسیتوفانس نیز شیوهٔ خطابه و سخنرانی او را می‌ستاید و ارسطو نیز او را مبدع نثر مسجع می‌داند.